# Kamil Čontofalský
Kamil Čontofalský est un footballeur international slovaque né le 3 juin 1978 à Košice en Tchécoslovaquie. 
Il mesure 191 cm pour 82 kg.
Il était surnommé « le Français » quand il jouait dans le championnat de République tchèque.

## Carrière
- 1995-dec. 1997 :  Ozeta Dukla Trenčín
- 1997-déc. 1999 :  FC Košice
- jan. 2000-déc. 2002 :  Bohemians Prague
- jan. 2003-déc. 2009 :  Zénith Saint-Pétersbourg
- jan. 2010-déc. 2010 :  AEL Limassol
- jan. 2011-2011 :  AEL Larissa
- 2011-2014 :  SK Slavia Prague
- 2014 :  Strikers de Fort Lauderdale
- 2015 :  Rowdies de Tampa Bay

## Sélections
- 34 matchs en équipe de Slovaquie entre 2002 et 2007.

## Palmarès

### Avec le Zénith Saint-Pétersbourg
- Vainqueur de la Coupe UEFA en 2008.
- Champion de Russie en 2007.
- Vainqueur de la Coupe de Russie en 2010.